# Tubulipora tubigera
Tubulipora tubigera is een mosdiertjessoort uit de familie van de Tubuliporidae. De wetenschappelijke naam van de soort is voor het eerst geldig gepubliceerd in 1886 door Busk.